# テオドール・サロメ

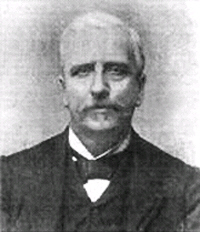
テオドール・サロメ

テオドール＝セザール・サロメ（Théodore-César Salomé、1834年1月20日 - 1896年7月26日）は、フランスのオルガン奏者、作曲家。

## 経歴
テオドール・サロメはパリで生まれた。彼はパリ音楽院で和声と伴奏をフランソワ・バザン、オルガンをフランソワ・ブノワに師事し、修了した。彼は、ハーモニー部門で第2位（1855年）、オルガンとハーモニー部門で第2位（1856年）、ハーモニーとオルガン部門で第2位と第3位（1857年）、そしてハーモニー部門で第2位（1859年）など、数々の栄誉ある賞を受賞した。彼のカンタータ『アタラ』は1861年にローマ賞の最高の第2グランプリを受賞した。同年、テオドール・デュボワが第1グランプリを受賞し、ウジェーヌ・アンティオームとタイタス・コンスタンティンが第2グランプリを受賞した。
1863年、建築家テオドール・バリューはパリのサントトリニテ教会の建設を開始した。彼はすでに1861年にサント・クロチルド聖堂を建設しており、約10年後にはパリ市庁舎を建設していた。パリ9区のエスティエンヌ・ドルヴ広場に位置するサントトリニテは1867年11月に祝福された。しかし、聖別されたのは第一次世界大戦前夜の1913年だった。この46年間の空白の理由は不明である。トリニテは、かなり厳格ではあるが、当時のパリで最も重要な教会の1つであった。この裕福な会衆の教区民の中には、シャルル・グノーとジョルジュ・ビゼーがおり、二人ともサロメを非常に愛していた。グノーは、親愛なる友人ポール・ポワールソンを含む数人の生徒をサロメにオルガンのレッスンに送った。ジュール・マスネ、アンブロワーズ・トマス、フランソワ・バザンも作曲の生徒を彼の元に送った。
アリスティド・カヴァイエ＝コルは、この新しい教会に3つのマニュアルとペダルを備えた46ランクの壮大なオルガンを設置した。このオルガンは、1869年3月16日にカミーユ・サン＝サーンス、セザール・フランク、シャルル＝マリー・ヴィドールによって落成された。同時に、カヴァイエ＝コルは2つのマニュアルとペダルを備えた12ランクの合唱オルガンも構築した。サロメはすでに臨時オルガンで数年間合唱団オルガニストの職を占めていたが、1896年に亡くなるまでこの職を続けた。クロード・テラスはオペレッタでよく知られている。（ムッシュー・ド・ラ・パリス、ル・マリアージュ・ド・テレマク、とカルトゥーシュ）典礼オルガニストとしての活動のためではなく、彼の後を引き継いだ。新しいカヴァイエ・コルの大オルガンが完成すると、シャルル・アレクシス・ショーヴェはオルガニストの称号を授与されたが、その職に就いたのはわずか3年間であった。1871年にショーヴェが早すぎる死を迎えると、彼のポストはアレクサンドル・ギルマンに与えられた。ギルマンのアメリカでのコンサートツアー中に、ギルマンに代わって大オルガンを担当したギルマンとサロメは親友となり、いくつかの作品を互いに献呈し合った。
サロメは素晴らしい才能と知識を持って大衆や宗教行事のために演奏した。彼の神聖な作品は、合唱団長エミール・ブイシェールの指揮の下、約20人の子供と10人のプロの歌手で構成されたサント・トリニテの合唱団によってしばしば歌われた。1875年6月5日、サロメは4000人の観衆が見守る中、ジョルジュ・ビゼーの葬儀ミサでオルガンを演奏した。サロメは前奏曲としてビゼーのオペラ「真珠採り」のテーマを即興で演奏し、赦免中にはカルメンのテーマを即興で演奏した。

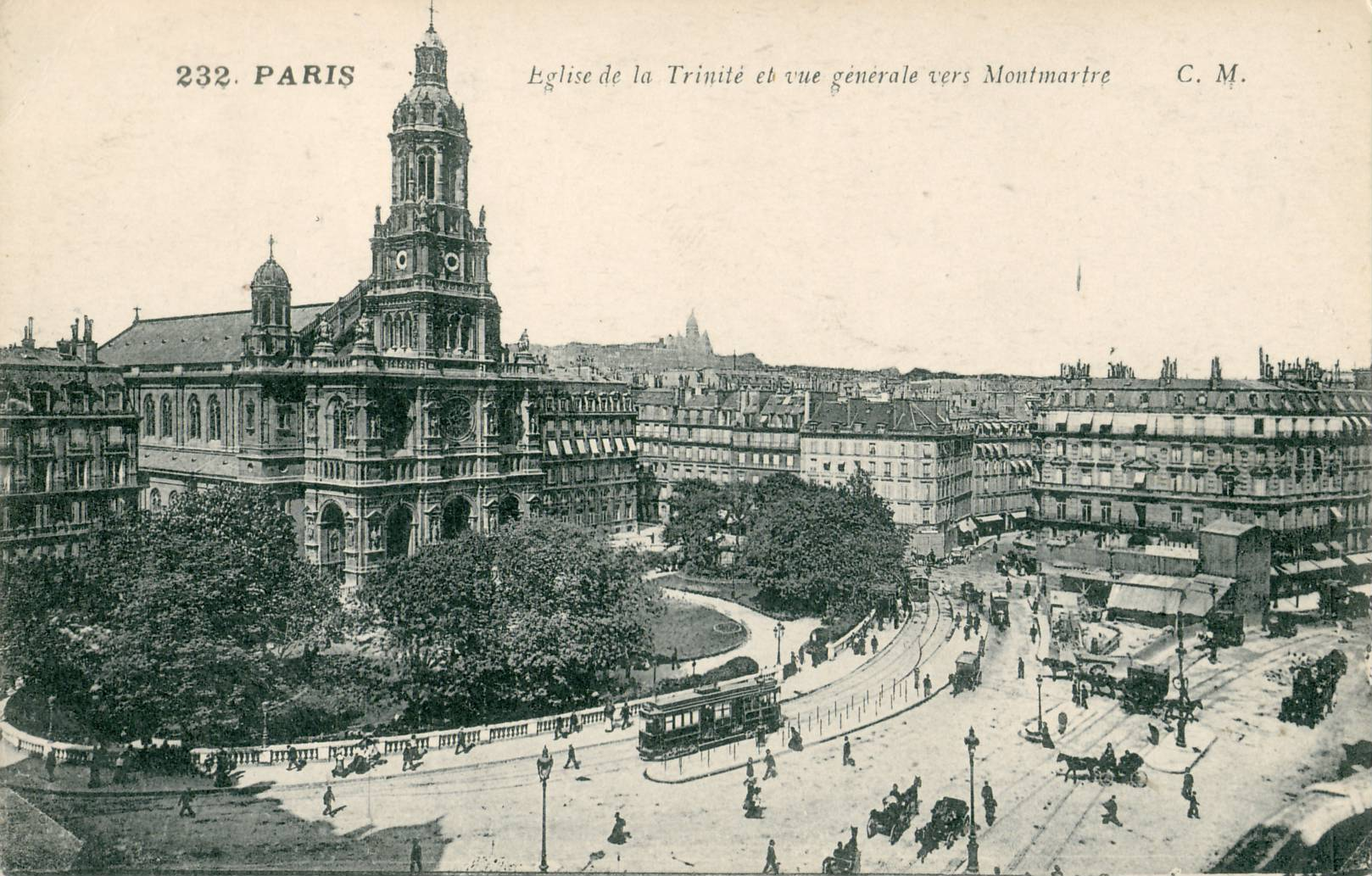
パリ、サント・トリニテ教会のモンマルトル方面の眺め。

サン＝サーンスは、アレクシス・ショーヴェの死後、ラ・トリニテのオルガニストの職にサロメを強く推薦した。サン＝サーンスは牧師に宛てた手紙の中で次のように書いている。
心温まる歓迎をしていただきたいと考えている若いオルガン奏者を紹介させていただきます。私はマドレーヌ寺院の大オルガンで私の後任に彼を選んだのですが、彼はこの任務を最も見事に果たしてくれたことを付け加えておきます。
グノーは、ギルマンが雇われることになった約4週間後、牧師に次のような手紙を書いた。 
私は今この瞬間にロンドンで友人の一人から、私たちの教区の壮大なオルガンタイトルである哀れなオルガン奏者ショーヴェの死を知りました。大変な損失です！残念ながらショーヴェはほとんどいません。しかし、 私は同時にその役職がベルギーのオルガニストに与えられることを知ったりました。名前は知りませんが、フランスの多くの悲しみの真っただ中で、あなたがそこにいるときに外国人に目を向けていたことは非常に残念に思われます。あなたの手の下に、真の才能があり、この地位に昇進できるはずの若いサロメがいます。神は私を、ムッシュ・ル・キュレに忘れられない行為から守ってくださいますが、もしあなたが私を赦し、許可し、そして私の連れてくることさえ承認してくれるなら。 これらの主張です。私たちの玄関にいる主人サロメは外国から来た主人よりも優れていると私は信じています。彼は私たちのものです。あなたがことわざを嘘にならないことを願っています。預言者は自分の土地では歓迎されません。親愛なるムッシュ・ル・キュレ様、私の深い後悔の気持ちをお察しください。
ビゼーもサロメに推薦文を書くことを申し出たが、無駄であった。
サロメはパリ音楽院で陪審員試験、ソルフェージュ試験、作曲試験を可能な限り傍聴したが、常に教会での仕事が優先された。彼は1887年8月に牧師に手紙を書き、少なくともサン・オーギュスタン、サン・ルイ、ラ・マドレーヌの教会の同僚の収入と同じくらいの昇給を求めていた。

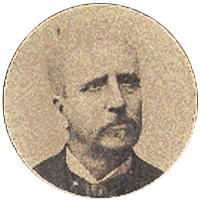
テオドール・サロメ

サロメのピアノ作品は、20 世紀初頭にパリの編集者アンリ・ルモワンヌによって出版された「ピアニストのパンテオン」に収録された。彼のピアノ作品に加えて、1877年に国民音楽協会によって演奏された彼の作品のオーケストラの断片がいくつか存在する。これらの作品は、作曲家の輝かしい将来を予感させる優れた作品であると判断した専門家の興味を呼び起こしたが、サロメは、オルガン奏者および合唱指揮者としての活動に専念することを好んだ。
1893年11月にラ・トリニテを訪れた際、ニューヨーク・ミュージカル・クーリエ紙の「教会音楽特派員」ファニー・エドガー・トーマスは、59歳のサロメを「上質な銀髪、ほっそりとした穏やかな顔、ピンク色のハンサムな男」と評した。頬、柔らかな口、魅力的な茶色の目、ゆったりとしたダークコートとベストを着て、グレーのズボンを履いており、明らかな個人的な野心はありません。」とした。18年前の1875年に、彼は、15歳年下のセレステ・コンドロと結婚し、ラトリニテからわずか1ブロックのサンラザール通り70にある新居に引っ越した。セレステは一人息子のルネを出産した。友人たちからは彼は結婚をしない詩人、あるいは文学者として見られていた。彼らは仲の良い家族だったようで、特に義母のヴィルジニー＝マリー・コンドロに深い愛情を注いでいた。
1885年、サロメは大オルガンの捧げ物変ニ長調を作曲し、パリでマッカーから出版され、義母のマダム・コンドロに捧げられた。この作品はアメリカで絶大な人気を博した。アレクサンドル・ギルマンは、1893年のアメリカ旅行中の最初のリサイタルと、1904年のセントルイス万国博覧会でこの作品を演奏した。この作品はその後アメリカでG.シルマー単独で出版され、その後ヴィクトリア朝のさまざまなコレクションに収められた。サロメ自身、この曲を「セレナード」というタイトルでフルオーケストラ用に編曲している。ジョン・ヘンダーソンは、「変ニ長調のオッフェトワールは、これまでに書かれたオルガン音楽の中で最悪の曲の一つに違いない」と述べている。
1896年、サロメとその家族はパリ郊外のサン＝ジェルマン＝アン＝レー（イヴリーヌ県）でサバティカルを取得し、生涯の終わりまでそこで定住し、教会に戻ることはなかった。1896年8月12日付けのミュージカル・クーリエは、ウィリアム・C・カールによる次の死亡記事を掲載した。
「先週、テオドール・サロメ氏の死の悲しい知らせが届きましたが、ギルマン氏はそのことに非常にショックを受けました。なぜなら、彼らはラ・トリニテで25年間一緒に過ごしており、当然のことながら強い友情の絆があったからです。彼の突然の死は皆にとって驚きであり、誰もが非常に残念に思いました。彼は多くの才能を持ち、高位の芸術家でした。サロメは隠遁的な気質でしたが、とても愛想が良くて魅力的な態度で、すぐに彼が彼らの友人であると感じました。     彼の葬儀は7月22日水曜日、サンジェルマン教区教会で執り行われました。ギルマン氏は大オルガンを演奏し、選曲として次のような曲を選びました。1曲目はJ.S.バッハのホ短調前奏曲、2曲目はバッハのアブソートでした。カロンが「ピエ・イエズス」を歌い、ヴァイオリンのためのカンタービレも演奏されました。
ラ・トリニテの合唱団は、M. プランシェの指揮の下で音楽を演奏しました。
彼の音楽が多くの支持を得て頻繁に演奏されているアメリカでは、サロメ氏の死が大いに惜しまれることになるだろうと私は承知しています。」
9月1日付けのミュージカル・タイムズ紙には、ずっと短い死亡記事が掲載され、サロメのオルガン作品を「この国のオルガン奏者から高く評価されている」と称賛した。

## リンク
- テオドール・サロメの楽譜 - 国際楽譜ライブラリープロジェクト